# Wolsung
Wolsung: Magia Wieku Pary – polska steampunkowa gra fabularna. Pierwsza edycja, wydana przez Wydawnictwo „Kuźnia Gier” w 2009 roku, autorstwa Artura Ganszyńca oraz Macieja Sabata. W 2012 roku, została wydana edycja 1.5, z poprawionymi zasadami, lecz bez znacznych zmian mechanicznych. Oprócz podręcznika podstawowego, do stycznia 2015, ukazało się również sześć dodatków. Gra wydana jest w twardej i w miękkiej oprawie. Łączny nakład podręczników edycji 1 i 1.5 wynosi powyżej 3'000 sztuk. Wolsung był także pierwszą polską dużą grą fabularną wydaną w USA – wydawcą jest Studio 2 Publishing, na licencji Kuźni Gier, a premiera miała miejsce na Genconie 2012. Anglojęzyczne wydanie podręcznika dostało nominację do nagrody ENnies, w kategorii Best writing.

## Linia wydawnicza
- 2009 – Wolsung: Magia Wieku Pary – podręcznik główny, 1 edycja,
- 2009 – Operacja Wotan – pełnowymiarowa kampania, koncentrująca się na walce z niedobitkami Nieumarłej Rzeszy,
- 2010 – Lyonesse: Miasto, Mgła, Maszyna[4] – dodatek rozszerzający świat gry, zawiera również rozbudowaną kampanię i kilkanaście przygód,
- 2010 – Przydatnik – dodatek wydany w formie kart, zawiera skrót zasad oraz generator scenariuszy,
- 2010 – W pustyni i w puszczy – dodatek rozszerzający świat gry,
- 2011 – Almanach Nadzwyczajny – dodatek rozszerzający zasady gry,
- 2013 – Wolsung: Magia Wieku Pary – podręcznik główny, edycja 1.5,
- 2013 – Slawia: Rzeczpospolita Przeklęta[5] – dodatek rozszerzający świat gry, opisuje wolsungową wersję Polski,
- 2016 – Dzień, w którym zatonęła Urda[6] – kampania skupiająca się na walce z Ojcem Dagonem oraz Istotami z Głębi.

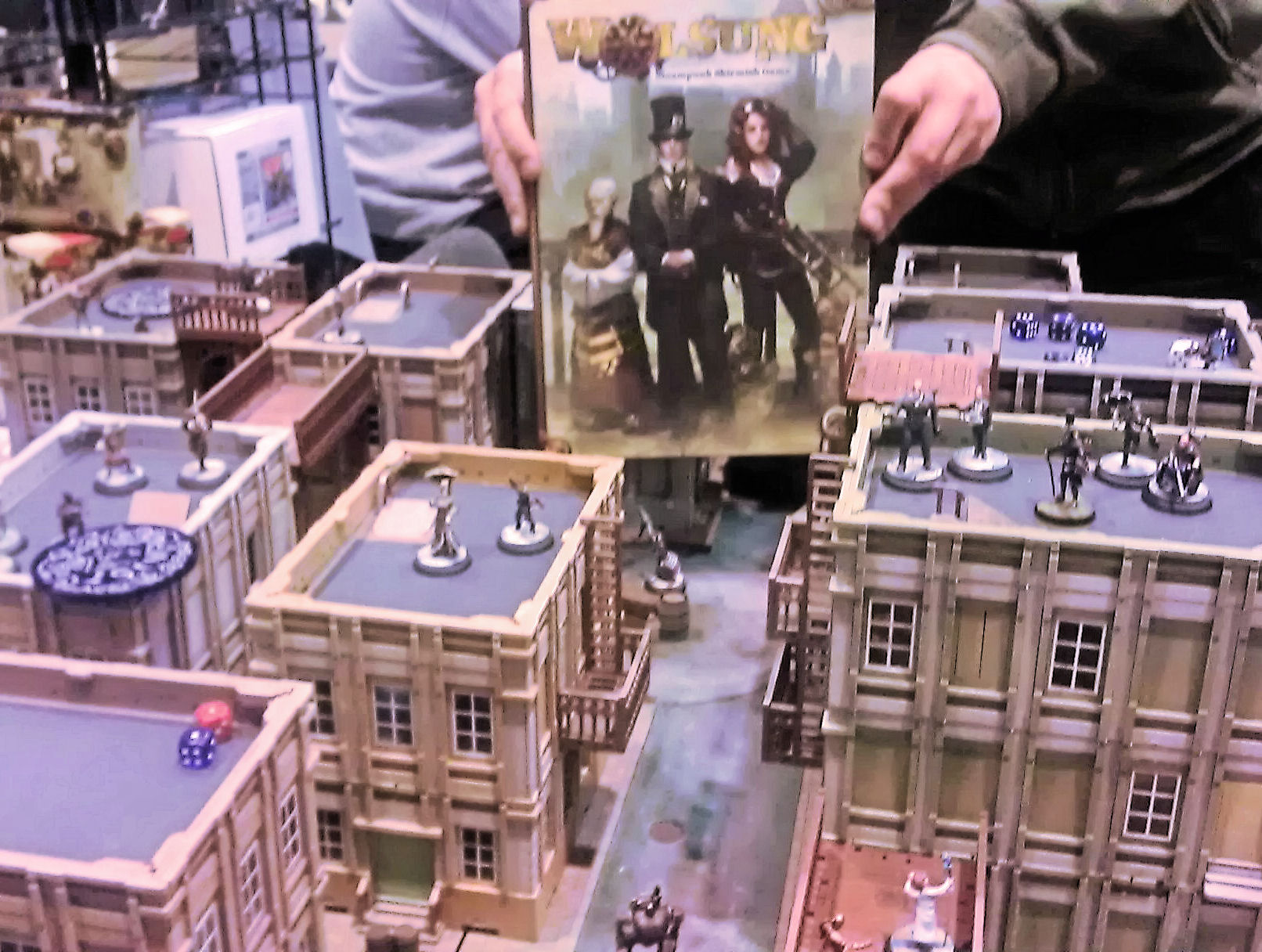
Gra figurkowa Wolsung

W 2009 ukazała się także gra planszowa Wolsung wydana przez Kuźnię Gier.
W 2013 gdyńska firma Micro Art Studio rozpoczęła wydawanie figurkowej gry bitewnej Wolsung: Steampunk Skirmish Game. W 2014 gra zebrała ponad 100'000 USD w trakcie kampanii crowdfundingowej na serwisie Kickstarter.

## Realia

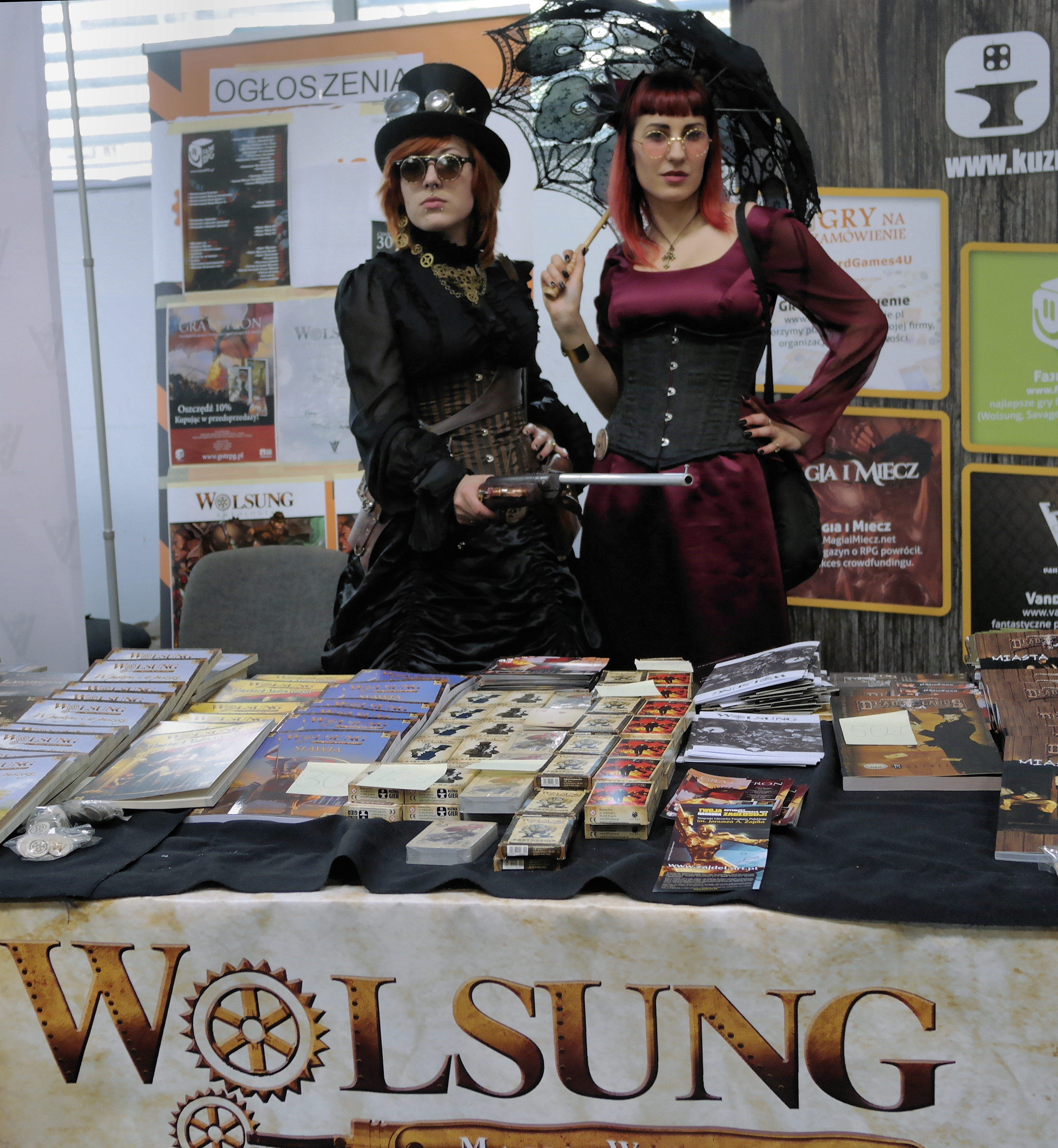
Stoisko na Pyrkonie 2015

Akcja gry toczy się w steampunkowo-fantasy świecie, podobnym w założeniach do naszej rzeczywistości. Gracze wcielają się w role Niezwykłych Dam i Dżentelmenów, członków śmietanki towarzyskiej, stojących zawsze po pozytywnej stronie konfliktu. Gra w dosłowny sposób mówi, że postaci graczy są lepsze od przeciętnych ludzi, są bohaterami z pierwszych stron gazet. Niekoniecznie stoją po stronie prawa (patrz np.: profesja Przestępca), ale zawsze są pozytywnymi bohaterami opowieści. Typowe postaci nawiązują do klisz popkulturowych – archeolog-odkrywca, dziedzic fortuny, genialny detektyw, diva operowa z bogatą przeszłością, zamaskowany bohater walczący ze zbrodnią, superagent w służbie Królowej, uwodzicielska femme fatale.

## Gra
Wolsung zmienia klasyczny model rozgrywki. Nadal występuje podział na Mistrza gry oraz graczy, ale za pomocą określonych zasobów (karty i żetony) gracze mogą na określony czas „wykupić” kompetencje prowadzącego. W zależności od Archetypu postaci mogą wprowadzić do sceny nowego Bohatera Niezależnego i określić jego stosunek do siebie, wprowadzić drogę ucieczki czy stwierdzić, że posiadają określony przedmiot z dostępnego ekwipunku.
Gra wprowadza również współczynnik Bogactwo, zrywając z tradycyjnym listowaniem ekwipunku postaci. Zamiast tego, bohaterowie w domyśle posiadają przedmioty, które postać o ich poziomie zamożności powinna mieć – mieszkanie, paromobil, służbę. W przypadku zakupu droższego ekwipunku gracz przeprowadza test Bogactwa.
Część przedmiotów posiadanych przez postacie ma szczególne cechy i nazywana jest Gadżetami. Są to ikoniczne przedmioty, takie jak fajka Sherlocka Holmesa, wąsy Herculesa Poirot, tarcza Kapitana Ameryki, pistolety Lary Croft, melonik Charliego Chaplina. Mechanika gry jasno stwierdza, że postać nie może trwale utracić Gadżetu.
Do elementów fantastycznych należy magia. Tradycyjnie dzielona jest na dwa rodzaje – Starą i Nową Magię. W obrębie Starej Magii znajdują się spirytyzm (magia duchów), rytualizm (tradycyjna magia hermetyczna) oraz sztuka (magia oparta na emocjach związanych ze sztuką). Nowa Magia zwana technomagią związana jest z rozwojem nauki i należą do niej technomancja (magia inżynierska), golemologia (magia konstruowania golemów), krystalomancja (magia komunikowania się za pomocą kryształów) i inne. W grze pojawiają się również tzw. Dzikie Talenty, czyli osoby, które urodziły się z różnymi mocami.

## Mechanika
Mechanika gry oparta jest na teście umiejętności + rzucie kostką dziesięciościenną, poziom trudności ustalany jest przez Mistrza Gry. Liczba kości zależy od poziomu Sławy postaci. Przerzucane są wyniki zależne od wysokości Atrybutu powiązanego z daną Umiejętnością. Dzięki Atutom, Zdolnościom Specjalnym, Gadżetom, Zdolnościom Rasowym można obniżyć zakres przerzutu nawet do 5+. Wynik testu można dodatkowo modyfikować wprowadzając do Sceny elementy zgodne z Archetypem postaci, premia za te elementy wynika z zagranych kart